# Geschichten aus den Hunsrückdörfern
Geschichten aus den Hunsrückdörfern ist ein Dokumentarfilm von Edgar Reitz über Menschen im Hunsrück. Er entstand 1980/81 und stellt eine Art Prolog zu Heimat – Eine deutsche Chronik dar, dem ersten Teil von Reitz' „Heimat“-Tetralogie. Während diese das Spannungsverhältnis zwischen Bleiben und Fortgehen zum zentralen Thema macht, stellt die Dokumentation ausschließlich Menschen vor, die ihre Heimat nie dauerhaft verlassen haben.

## Inhalt
Edgar Reitz und sein Co-Autor Peter Steinbach drehten die Dokumentation im Herbst 1980, als sie sich im Hunsrück auf ihr neues Filmprojekt „Heimat“ vorbereiteten, Themen und Motive sammelten und das Drehbuch schrieben.
Sie porträtierten einfache Menschen aus Ortschaften wie Woppenroth, Bundenbach oder Schlierschied, für die in „Heimat“ das fiktive Filmdorf Schabbach stand: Kleinbauern, Waldarbeiter, Gastwirte, Edelsteinschleifer, Arbeiter im Schieferbergbau, Rentner, Bedienstete der damaligen US-Airbase Hahn und viele mehr. Wie Maria Simon, die Protagonistin von „Heimat – Eine deutsche Chronik“ sind sie alle fest im Hunsrück verwurzelt. Ganz anders als Marias Ehemann Paul oder ihr Sohn Hermann, der im zweiten und dritten Teil von „Heimat“ die Hauptfigur ist und Züge von Edgar Reitz selbst trägt. Der Regisseur tritt in der Dokumentation nicht auf, ist aber als Erzähler aus dem Off zu hören.
Dem Film geht es nicht um eine genaue Schilderung der Lebensumstände der Hunsrücker, sondern um ein atmosphärisches Stimmungsbild. Reitz lässt die Bewohner der verschiedene Dörfer ohne lenkende Interviewfragen zwanglos über sich und das Leben im Hunsrück berichten. Einige sprechen über Kriegserlebnisse, andere erzählen Anekdoten oder Geschichten aus ihrem Berufsleben, wieder andere Sagen und Legenden aus der Region. Einige der Erzähler traten später als Nebendarsteller im ersten Teil von „Heimat“ auf und auch manche ihrer Geschichten wurden darin aufgegriffen.
Der Dokumentarfilm lässt rückblickend erkennen, wie aus unzusammenhängenden Erinnerungen, Erzählungen und der autobiographischen Einzelheiten aus Edgar Reitz' eigem Leben eine in sich konsistente, aber fiktionale Filmhandlung wurde.

## Stil
Edgar Reitz erprobte einige visuelle und akustische Charakteristika seiner TV-Reihe bereits in den „Geschichten aus den Hunsrückdörfern“. Dazu gehören etwa der Wechsel zwischen Schwarzweiß- und Farb-Aufnahmen oder die elegischen Kamerafahrten durch die Hunsrücklandschaft. Auch der Komponist der Filmmusik, Nikos Mamangakis, war derselbe, der auch den Soundtrack zur Filmreihe schuf.

## Kritiken
„Ein beachtenswerter Film, besonders für jene, die Reitz' Fernsehepos Heimat kennen.“